# Герб Пенели
Ге́рб Пене́ли — офіційний символ містечка Пенела, Португалія. Використовується як територіальний герб. У срібному щиті синя вежа зі срібними вікнами і брамою, яка височіє на чорній скелі, промальованій зеленим. Обабіч вежі два пучки з трьох золотих пшеничних колосків, перев'язаних в основі червоною стрічкою. Щит увінчує срібна мурована містечкова корона з чотирма вежами.  Під щитом біла стрічка, на якій великими літерами напис португальською: «Penela» (Пенела).  Офіційно затверджений 3 червня 1950 року.  

## Галерея

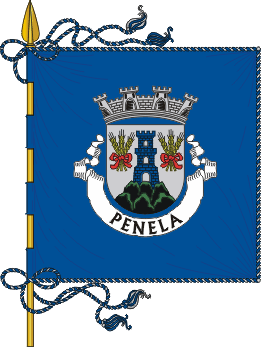
Прапор